# دينيس بورنس
دينيس بورنس (بالإنجليزية: Denis Burns)‏ هو لاعب قذف أيرلندي، ولد في 1952 في كورك في جمهورية أيرلندا.